# Art nepalès
L'art nepalès és tot aquell art produït o desenvolupat al Nepal. A causa de la seva ubicació geogràfica, l'art nepalès rep influències de l'art xinès, indi i tibetà. Normalment les creacions i conjunts artístics nepalesos sempre tendeixen a un sentit religiós. Algunes de les obres més representatives es poden veure al Museu Nacional del Nepal.
La iconografia de l'art nepalès es realitza bàsicament en fusta. Pel que fa a l'arquitectura, rep influències estilístiques de la xina, sobretot pel que fa a l'estil de les teulades, curvilínies o amb angles aixecats. La fusta i la rajola són dos elements bàsics de construcció en les zones rurals. Els edificis de pedra només se solen veure a les localitats més importants i a la capital, Katmandú. Com a element decoratiu, sovint es recobreixen les parets amb elements de bronze cisellat. Alguna de les construccions més rellevants són el temple de Pashupati i l'estàtua del déu Bhaivai, a la capital.
Una de les tradicions més destacades de l'art nepalès és l'escola de manuscrits sobre palma, que data del segle x. A l'escola es creen unes senyeres que recorden als tanka que es poden veure al Tibet.